# Куйбеди
Куйбеди (пол. Kujbiedy) — село в Польщі, у гміні Ясьонувка Монецького повіту Підляського воєводства.
Населення — 52 особи (2011).
У 1975-1998 роках село належало до Білостоцького воєводства.

## Демографія
Демографічна структура станом на 31 березня 2011 року:
|          | Загалом | Допрацездатний вік | Працездатний вік | Постпрацездатний вік |
| -------- | ------- | ------------------ | ---------------- | -------------------- |
| Чоловіки | 28      | 5                  | 20               | 3                    |
| Жінки    | 24      | 3                  | 14               | 7                    |
| Разом    | 52      | 8                  | 34               | 10                   |